# 손태곤
손태곤(孫泰坤, 1928년 2월 28일~2014년 2월 10일)은 대한민국의 정치인이다. 제11·12대 국회의원을 지냈다. 본관은 일직.

## 경력
- 제4대 민의원 비서관 (김정환의원:밀양)
- 내무부 사무차관 비서관
- 태림섬유 주식회사 대표이사
- 대한방모공업협동조합 이사장(3선연임)
- 중소기업협동조합중앙회 이사
- 중소기업 진흥재단 감사
- 한국섬유산업연합회 감사
- 재경밀양향우회 회장
- 대한민국헌정회 부회장
- 태림섬유 주식회사 회장
- 재단법인 현암장학재단 이사장

## 역대 선거 결과
|  | 21.6% |

|  | 19.7% |